# FC Pfeil-Viktoria Nürnberg
FC Pfeil-Viktoria Nürnberg was een Duitse voetbalclub uit de stad Neurenberg.

## Geschiedenis
De club werd in maart 1905 opgericht als FC Normannia Nürnberg en nam in de zomer van dat jaar de naam FC Pfeil Nürnberg aan. In 1911 sloot de club zich aan bij TV 1863 Tafelhof en speelde als FC Pfeil im Turnverein 1863 Tafelhof. De club speelde in deze tijd in de Ostkreiscompetitie van de Zuid-Duitse voetbalbond. Na een aantal jaar in de middenmoot kwam de club in 1913/14 voor het eerst op gelijke hoogte met stadsrivaal 1. FC Nürnberg toen ze gedeeld tweede werden achter SpVgg Fürth. In 1918 fuseerde de club met SC Sandow en speelde onder de naam FC Pfeil-Sandow in de Noord-Beierse competitie. In 1921 ging deze op in de Beierse competitie. In het eerste seizoen waren er vier reeksen, die naar twee reeksen teruggebracht werden, waardoor de vier laatsten in het klassement van elke reeks degradeerden. Pfeil werd zesde en moest dus een stap terugzetten. De club slaagde er hierna niet meer in te promoveren. In 1928 werd de naam SV Pfeil Schweinau aangenomen.
In 1938 fuseerde de club met SC Viktoria Nürnberg tot FC Pfeil-Viktoria Nürnberg. In 1944/45 speelde de club één seizoen in de hoogste klasse van de Gauliga Bayern, die toen om oorlogsredenen in vijf groepen opgedeeld was. Om een volwaardig team op te kunnen stellen ging de club een tijdelijke fusie aan met SV Wacker Nürnberg en trad aan als KSG Wacker/Pfeil-Viktoria Nürnberg. De competitie werd niet voltooid en bij het afbreken ervan stond de club na vier wedstrijden op een derde plaats.
In 1946 fuseerde de club met VfL Nürnberg tot ASN Pfeil Nürnberg

## Bekende ex-spelers
- Luitpold Popp